# Juwalar
Juwalar (perski: يوالار) – wieś w Iranie, w ostanie Azerbejdżan Zachodni. W 2006 roku  liczyła 622 mieszkańców w 174 rodzinach.